# 선산 박씨
선산 박씨(善山朴氏)는 경상북도 구미시 선산읍을 본관으로 하는 한국의 성씨이다.
시조는 조선 시대의 박선민(朴善敏)이라는 인물로 그는 신라 경명왕(新羅 景明王)의 장남(長男) 밀성대군 박언침(密城大君 朴彦忱)의 직계 후손으로 조선 시대에 음서로써 관직에 천거되어 목민관을 지낸 인물이다.